# アーチボルド・コックス

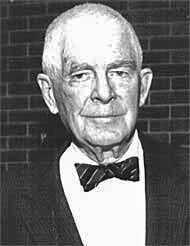
アーチボルド・コックス

アーチボルド・コックス・ジュニア（Archibald Cox, Jr., 1912年5月17日 - 2004年5月29日）は、ジョン・F・ケネディ大統領時の訟務長官、ウォーターゲート事件の特別検察官を務めたアメリカ合衆国の法律家。

## 経歴
1912年5月17日に、ニュージャージー州プレインフィールドで生まれた。
ハーバード大学、ハーバード・ロースクールを卒業後、合衆国控訴裁判所のラーニド・ハンド裁判官の調査官を務めた。その後ハーバード大学法学部教授となり、憲法、労働法などを教授した（スコット・トゥローの処女作「ハーバード・ロー・スクール」に登場する）。 
1973年10月20日、リチャード・ニクソン大統領は、ウォーターゲート特別検察官のコックスを解任するように命じた。司法長官エリオット・リチャードソンおよび司法副長官ウィリアム・D・ラッケルズハウスの両人はこの命令を拒否して辞職した。命令は訟務長官であるロバート・ボークによって実行されることとなった。これら一連の出来事は「土曜日の夜の虐殺」と名付けられた。
2004年5月29日、メイン州ブルックスビルで92歳で亡くなった。
| 公職                | 公職                                         | 公職                        |
| ------------------- | -------------------------------------------- | --------------------------- |
| 先代 リー・ランキン | アメリカ合衆国訟務長官 1961年1月 - 1965年7月 | 次代 サーグッド・マーシャル |